# RTVE Cataluña
RTVE Cataluña (en catalán: RTVE Catalunya) es el centro de producción de Radiotelevisión Española en Cataluña. Su sede se encuentra en San Cugat del Vallés, Barcelona.
El centro de producción de Cataluña fue fundado el 14 de julio de 1959 en los Estudios de Miramar, ubicados en la montaña de Montjuic. El 27 de junio de 1983 se inauguró su sede actual en San Cugat del Vallés.
RTVE Cataluña es uno de los centros de producción más importantes de la radiotelevisión pública. En sus estudios se graban numerosos programas a nivel nacional, entre ellos el concurso Saber y ganar. También gestiona la programación del canal temático Teledeporte y de dos canales de ámbito catalán: Ràdio 4 y el futuro canal de televisión 2CAT. La programación local se ofrece en catalán a través de desconexiones territoriales en La 1, La 2, 24h y las emisoras de RNE.

## Historia

### RTVE Cataluña en Miramar
Cuando el primer canal de Televisión Española comenzó su actividad en 1956, las emisiones estaban restringidas a Madrid y zonas colindantes. El gobierno diseñó un plan para crear centros regionales y de producción, que transportaran la señal de TVE por todo el país a través de una red de repetidores. Los estudios centrales de Cataluña se situaron en el antiguo Hotel Miramar, en la cima del Montjuïc, en Barcelona, que había albergado un restaurante durante la Exposición Internacional de 1929. Dicho centro pasó a denominarse Estudios de Miramar.
La primera transmisión de televisión en Barcelona tuvo lugar el 15 de febrero de 1959, con un partido de fútbol entre el Real Madrid y el F. C. Barcelona. Las primeras emisiones del centro de producción tuvieron lugar el 14 de julio del mismo año, con un programa de variedades llamado Balcón del Mediterráneo, que más tarde inspiró Club Miramar, el primer programa producido a nivel nacional. El primer director de RTVE Cataluña fue el realizador Enrique de las Casas.
Desde el principio, Barcelona fue uno de los centros de producción más importantes de RTVE. El estudio de Miramar fue durante muchos años el único enlace de RTVE con la red Eurovisión de la Unión Europea de Radiodifusión, y por él pasaban todos los programas y noticias internacionales. Barcelona se encargó de distribuir para toda España la retransmisión en 1960 de la boda de Fabiola de Mora y Aragón con el rey Balduino de Bélgica, uno de los acontecimientos que impulsó el consumo de televisión en el país, e hizo lo propio con el Tour de Francia y el Festival de la Canción de Eurovisión. La mayoría de la programación local en desconexión se emitía en castellano; aunque el 27 de octubre de 1964 se hizo el primer programa en catalán, Teatre en català, los espacios en ese idioma durante la dictadura franquista fueron residuales hasta 1974, año en que se consolidó la producción en catalán.
Con el nacimiento de La 2, TVE Cataluña contó un mayor espacio en las desconexiones para programación local propia, y surgieron estudios secundarios en Esplugas de Llobregat y Hospitalet de Llobregat. La llegada de la democracia en España supuso un aumento significativo de la programación en catalán, con programas como el primer informativo sólo en ese idioma, Miramar (actual L'Informatiu), estrenado el 3 de octubre de 1977, o Terra d'escudella, primer programa infantil en catalán. Las desconexiones se consolidaron bajo el nombre de Circuit Català, destinadas ya a la normalización lingüística. La primera retransmisión deportiva en directo en catalán fue el encuentro de Recopa de Europa entre el Lokomotive Leipzig y el F.C. Barcelona el 3 de marzo de 1982.

### RTVE Cataluña en San Cugat del Vallés

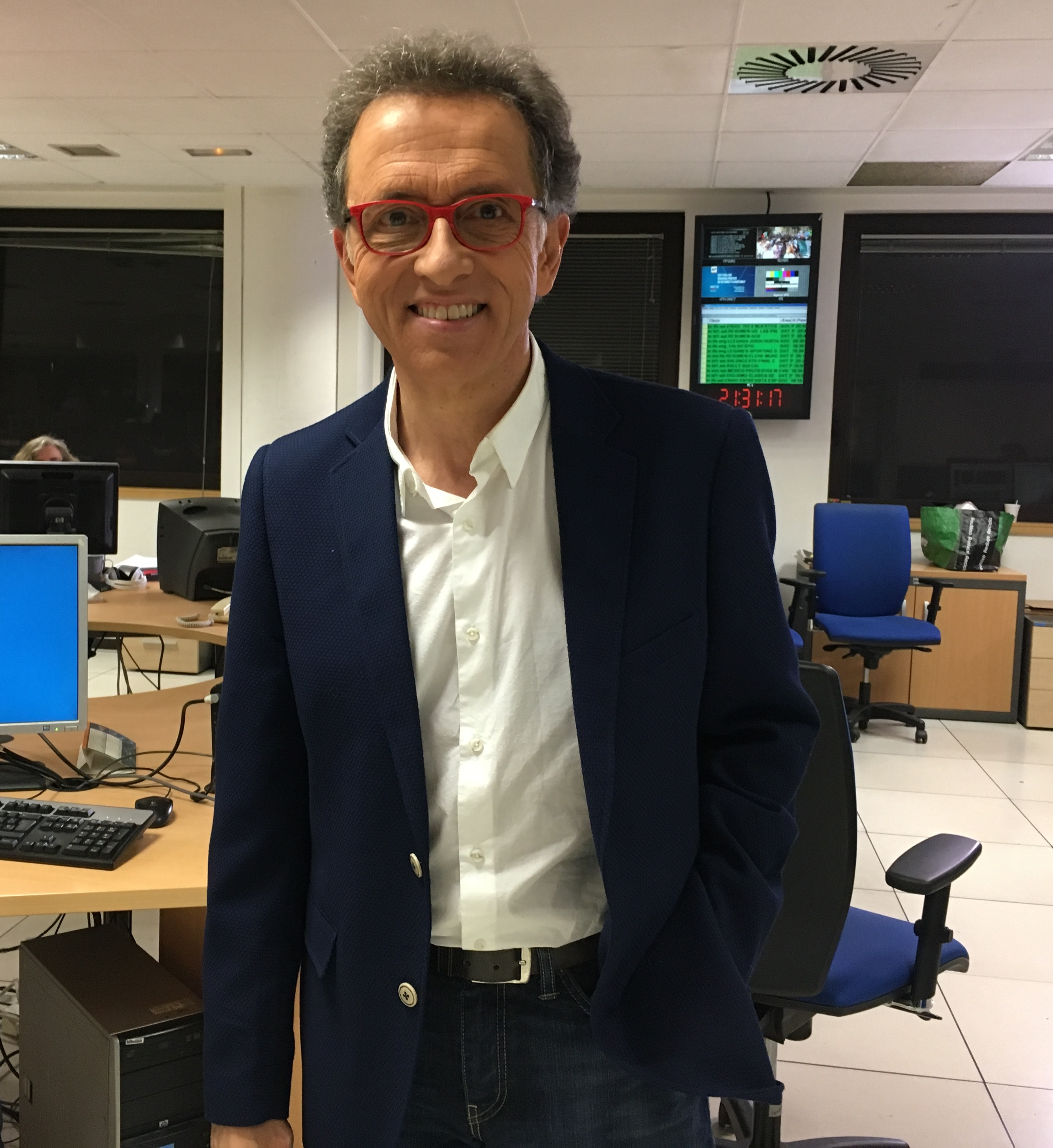
Jordi Hurtado ha presentado Saber y ganar, producido por RTVE Cataluña, de forma ininterrumpida desde 1997.

El 27 de junio de 1983, RTVE Cataluña se trasladó a San Cugat del Vallés. De los estudios de Miramar sólo se conserva la fachada, que hoy forma parte de un hotel.
Durante años, el centro de San Cugat aspiró a una mayor autonomía. En 1980, los trabajadores de RTVE en Barcelona presentaron a la dirección un plan para crear el tercer canal para Cataluña, a través del Informe Miramar. Sin embargo, ese plan no prosperó porque el gobierno autonómico se adelantó con la creación de TV3. En 1987 el segundo canal gozó de mayores desconexiones y bajo la dirección general de Pilar Miró se estudió crear el tercer canal de TVE exclusivo para Cataluña, pero de nuevo no salió adelante en beneficio de TV3, que recibió una segunda frecuencia con la que crearon el Canal 33.
A nivel nacional, RTVE Cataluña se consolidó con todo tipo de programas: concursos como Si lo sé no vengo, El tiempo es oro o Saber y ganar, o programas como Barrio Sésamo, Ni en vivo ni en directo, Planeta imaginario, Pinnic y Redes, al tiempo que surgieron presentadores como Julia Otero, Alfonso Arús, Olga Viza, Lorenzo Milá y Mercedes Milá, Javier Sardà, Jordi Hurtado, Jordi González y La Trinca. Uno de sus mayores artífices fue el realizador Sergi Schaaff. Además, su labor fue esencial durante la retransmisión de los Juegos Olímpicos de Barcelona 1992. 
Mientras el centro catalán se consolidaba a nivel nacional, la programación en desconexión del Circuit Catalá pasó a ser de servicio público, sin competir frente a TV3 y sólo en catalán.
A comienzos del 2000, la producción estatal de RTVE Cataluña había superado las 2500 horas. El centro adquirió más responsabilidades, como la gestión del canal temático Teledeporte que aún conserva. Más tarde llevó Cultural·es —hoy desaparecido— y TVE HD, la versión en alta definición de Televisión Española. En 2010 se traspasó la gestión de La 2 de Madrid a San Cugat, si bien hoy ambas ciudades comparten la gestión.
Actualmente, RTVE Cataluña es uno de los dos únicos centro de producción de RTVE fuera de Madrid y a nivel territorial, junto con el de Canarias; mantiene tres informativos (mediodía, tarde y fin de semana) y una franja de desconexión territorial. En cualquier caso, la programación en desconexión es de 90 minutos de lunes a viernes, 120 minutos los sábados y 90 minutos los domingos, una cantidad muy inferior a la que había antes del expediente de regulación de empleo de 2006, cuando se producían más de tres horas diarias en catalán en los días lectivos y había franjas de desconexión en prime time los sábados por la noche. 
En 2025, RTVE anunció la creación de un canal exclusivo para Cataluña que emitiría íntegramente en idioma catalán, fruto del acuerdo de investidura del gobierno de Pedro Sánchez con la formación catalana Junts. El 11 de septiembre de 2025 está previsto el comienzo de emisiones de 2CAT, un canal dirigido por Oriol Nolis y que asumiría parte de los espacios hasta entonces ofrecidos por La 2, mientras que el segundo canal se mantendría como señal nacional con desconexiones.